# Capurganá
Capurganá es un centro poblado del municipio de Acandí, ubicado en el departamento del Chocó, Colombia, cerca de la frontera con Panamá, en el golfo de Urabá. Es una población turística aislada por carretera del interior del país.

## Historia

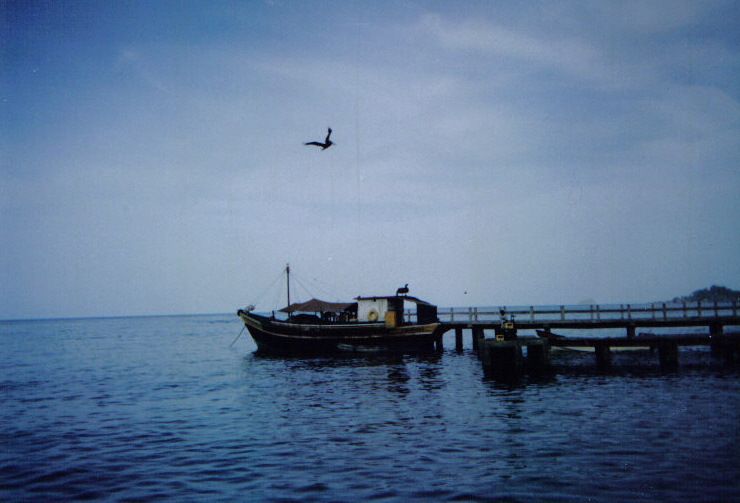
Puerto de Capurganá.

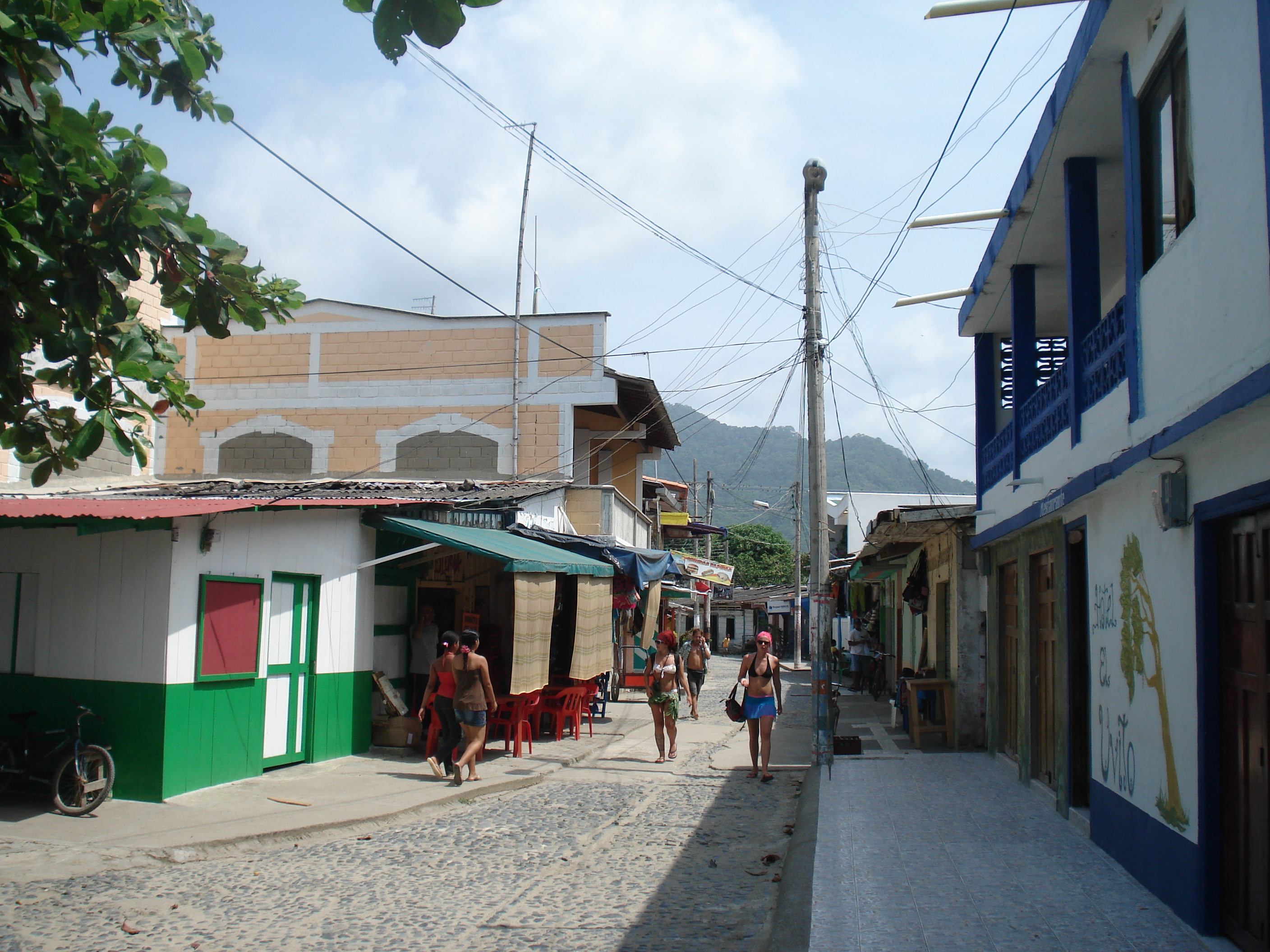
Calle de Capurganá.

Esta región noroccidental de Colombia fue habitada por los indígenas kuna, para quienes era la "tierra de ají" o Capurganá en su lengua. Los kuna la poblaron hasta principios del siglo XX, cuando fueron desplazados por los colonos de raza negra-mulata que llegaban de la ciudad de Cartagena. Los indígenas migraron hacia el archipiélago de San Blas (Comarca Kuna Yala) en el vecino país de Panamá. Allí el gobierno panameño había llegado a un acuerdo con la población nativa creando una comarca semiautónoma donde los nativos ejercerían su propia autoridad.
Capurganá pasó desapercibida del mapa hasta principios de la década de 1970, cuando gracias a la gestión de Narcisa Navas se logró construir una pequeña pista de aterrizaje. Navas y el piloto Jorge Mario Uribe llevaron a Capurganá a los primeros turistas en una pequeña avioneta Cessna. Hoy el Aeropuerto de Capurganá lleva el nombre de Narcisa Navas.
Inicialmente llegaron familias antioqueñas a construir pequeñas casas de veraneo, entre las que se destacaron las familias Mora, Uribe, Arango e Isaza y Samuel Isaacs, pariente del escritor colombiano Jorge Isaacs.
José María Palacio, junto con su hijo Héctor, organizaron en 1975 el primer hotel, que consistía en unas pequeñas cabañas de madera y techo en palma de iraca (Carludovica palmata). Otro paisa que por la misma época descubre este paraíso y decidió montar otro Hotel fue el emprendedor Rene Cardona que al lado del aeropuerto Narcisa Navas construyó un pequeño hotel con cabañas prefabricadas al cual llamó la Hostería. Después del hotel Las Cabañas (hoy el renovado Tacarcuna Lodge) y la Hostería (hoy ya no existe) le siguieron otros hoteles como el Calypso, el Almar  y Las Mañanitas. Para 1990 su infraestructura hotelera había crecido a más de 20 hoteles, posadas y hostales. El pequeño poblado se convirtió poco a poco en un destino predilecto para el naciente turismo ecológico y de aventura.
En las últimas dos décadas del siglo XX, Capurganá vivió una época de gran afluencia de turistas, quienes se desplazaron por vía aérea en aeronaves pequeñas tipo Twin Otter. Sin embargo, la influencia cada vez más notoria de los grupos armados ilegales disminuyó el flujo de visitantes. El 12 de diciembre de 1999, Capurganá fue víctima de una toma guerrillera que paralizó temporalmente las actividades turísticas. El gobierno colombiano finalmente reaccionó y desde entonces mantiene presencia militar permanente en la zona fronteriza gracias a la colaboración norteamericana luego del Plan Colombia. El incremento en la seguridad también acabó con los "cajeteros" o contrabandistas de armas que utilizaban el aeropuerto de Capurganá como su centro de operaciones.

## Organización territorial
Capurganá está integrado por su centro poblado y tres veredas bajo su área de influencia: El Cielo, El Aguacate y La Mora.

## Economía
Hasta finales de los años 80 la economía de Capurganá se basaba en la agricultura y la pesca principalmente, los nativos cultivaban Yuca, Ñame, Ñampi, Maíz, Arroz y coco estos eran principalmente para el pancoger, las familias se intercambiaban sus cultivos y el resultado de las faenas de pesca; los Pertuz, con los Buendías, los Buendías con los Martínez, los Martínez con los Pereas, los Pereas con los Villeros y todos con todos incluyendo a los Zapateiros. A principio de los 90 el turismo empezó a tener mucho auge a las casas de veraneo de los turistas del interior del País, estos empezaron a dar a conocer el sitio y cada vez  el pueblo se veía más lleno de turistas y los nativos más avocados a la atención de estos, poco a poco la agricultura se fue relegando a un segundo plano al igual que la pesca, era más fácil trabajar en los hoteles, hostales, heladerías y discotecas. Ahora en menor medida se desarrollan actividades de pesca y agricultura.
Con el incidente de seguridad ocurrido el último mes del siglo XX el inicio del siglo XXI para los habitantes y comerciantes de Capurgana fue oscuro y triste, muchos negocios cerraron y los nativos tuvieron que volver a sus raíces de pesca y agricultura en su gran mayoría, otros más aventados y con el aprendizaje adquirido en sus años de empleados en hoteles decidieron emprender con pequeños Hostales y posadas, esto hizo que la economía se dinamizara y Capurganá tomara mayor relevancia en una más amplia gama de turistas, ya no solo iban los turistas que podían pagar un vuelo en la desaparecida Aces o en un charter si no que desde turbo y en la actualidad desde Necoclí salen lanchas todos los días. Ahora ya no solo deben esperar la temporada de mitad y fin de año, si no que todo el año tienen visitantes del interior del País y del mundo.

## Vías de acceso

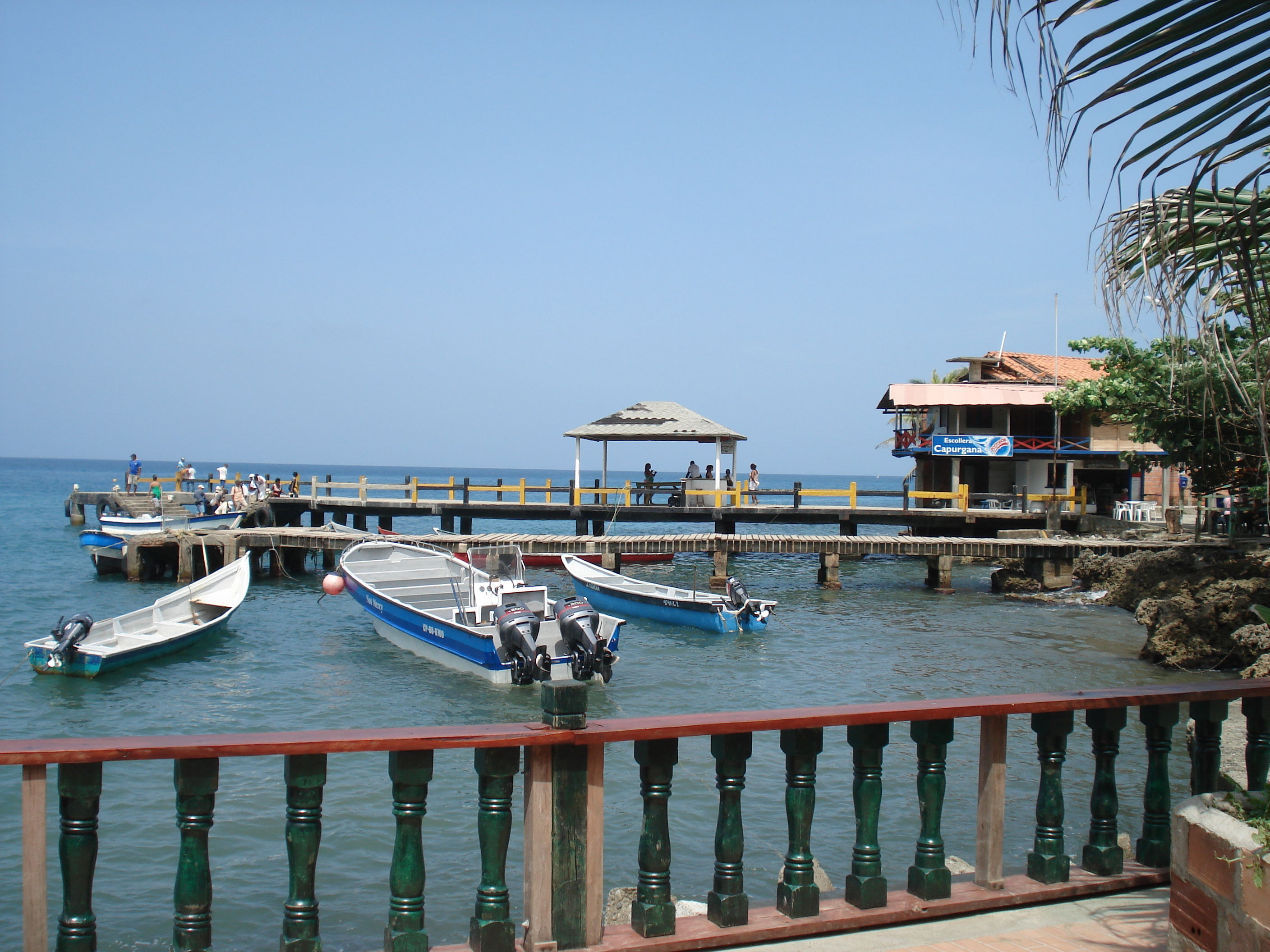
Puerto de Capurganá.

Muchos turistas y comerciantes que viajan entre Colombia y Panamá lo hacen por la ruta Turbo-Capurganá. El primer municipio panameño es Puerto Obaldía, accesible desde Capurganá por lancha a unos 45 minutos. Desde el interior del país hasta 2019 operaba un vuelo diario, de la aerolínea ADA, (la cual quebró  en 2019 y no se tiene ahora aerolínea que vuele, todos son vuelos charter) saliendo del aeropuerto Olaya Herrera de Medellín y llegando al aeropuerto Alcides Fernández de Acandí, horario 10.00 a. m. y regreso 1 p. m.; desde allí se toma una lancha por 40 minutos hasta llegar a Capurganá. Actualmente también puede tomarse una lancha en el municipio de Turbo; este desplazamiento es de 2 horas.
En 2019 existía la posibilidad de llegar de manera directa en vuelos chárter contratados por los hoteles, en temporada baja los días lunes y viernes y en temporada alta con vuelos diarios con horarios generalmente a las 9 a. m., 11.30 a. m. o 2.30 p. m.
Para llegar desde las diferentes ciudades de Colombia como Bogotá, Cali y Eje Cafetero, es necesario realizar la conexión por el aeropuerto Olaya Herrera de Medellín, pero el horario de los vuelos permite conexiones con las diferentes aerolíneas nacionales, siendo la recomendada Satena desde Bogotá por llegar de manera directa hasta el aeropuerto de Medellín. Los vuelos de las demás ciudades llegan al aeropuerto José María Córdova de Rionegro con conexión terrestre de una hora hasta Medellín.
Por vía terrestre la conexión también se hace desde Medellín hasta Turbo o Necoclí, desde donde salen lanchas rápidas todos los días en la mañana. Desde Turbo el viaje puede demorar aproximadamente 2 horas  y por Necoclí aproximadamente 1 hora y 15 minutos.

## Erosión
Capurganá no ha sido ajena a las consecuencias del cambio climático y la erosión. Hasta mediados de 1980 contaba con dos playas contiguas de arena coralina, muy apreciadas por los turistas. Lamentablemente la playa de La Virgen del Uvito fue invadida por el mar, removiendo toda la arena dejando al descubierto el acantilado de coral. Hoy solo perdura la playa de "La Caleta".
Sin embargo, los hoteles y algunos hostales de la región han emprendido desde el año 2010 políticas de sostenibilidad ambiental y turística para mitigar el impacto, con normas y campañas con sus empleados, turistas y también con la comunidad.

## Inmigración - emigración
Los extranjeros que ingresan por Panamá deben dirigirse a la oficina de migración de la Sijin (Policía Nacional). En Capurganá también se encuentra un Consulado panameño para tramitar los permisos de visita a la Comarca de San Blas.

## Actividades turísticas

### Buceo
Aunque Colombia posee un litoral muy extenso en el mar Caribe, las aguas que bañan sus costas son turbias debido al sedimento de los grandes ríos que desembocan en el mar. La excepción es el pequeño tramo de 30 kilómetros que parte desde la frontera con Panamá en el Cabo Tiburón hasta el municipio de Acandí. Este tramo del litoral está bañado por aguas cristalinas apropiadas para la práctica del buceo a pulmón y autónomo. Más allá del municipio de Acandí y bordeando la mitad del litoral colombiano sobre el Caribe hasta el archipiélago de San Bernardo en el golfo de Morrosquillo, las aguas del mar son oscuras por la acción de los caudalosos río Atrato y el río Sinú.
La mejor época para la práctica del buceo es a mediados de la temporada invernal, desde el mes de abril hasta noviembre, cuando las olas prácticamente desaparecen. Al pasar la época de lluvias, desde enero hasta marzo el oleaje es intenso, haciéndose la navegación difícil y no apropiada para el turista poco acostumbrado a la vida de mar. Capurganá cuenta con operadores de buceo certificados por la agencia internacional PADI que resalta los estándares internacionales de seguridad y diversión. En la zona pueden observarse variedad de corales, peces de arrecife y paisajes marinos en excelente estado de conservación. 

### Observación de tortugas

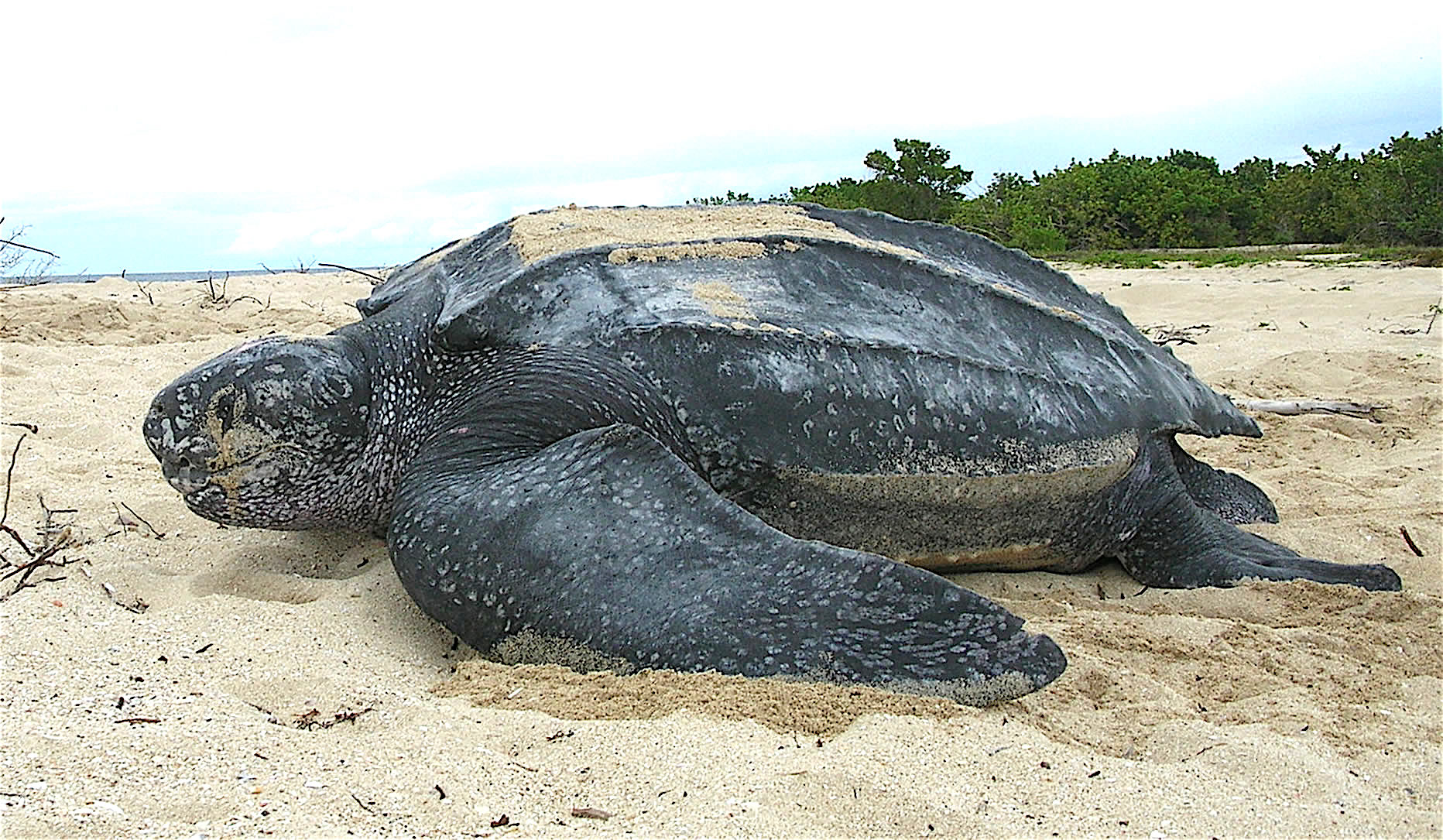
Tortuga Caná, o Canaa.

De abril a mayo pueden observarse hermosas tortugas marinas, entre ellas la caná, que está en peligro de extinción, y la carey, que llegan a estas costas para poner sus huevos, los cuales eclosionan entre junio y julio cada año. Todo el municipio de Acandí es considerado un santuario natural seguro para estas especies de tortugas, debido a que los habitantes han sido educados para su conservación y para evitar su exterminio.